# Прабхас Патан
Прабхас Патан, также Сомнатх (более древнее Соманатха) или Део Паттан («божий город»), также Паттан Соманатх или Сомнатх Паттан («город Шивы-Соманатхи») — древний город на западе Индии в регионе Саураштра, на южном берегу п-ова Гуджерата, вблизи порта Веравал. Знаменит особо почитающимся в стране храмом Сомнатх, первым из 12 храмов подобного типа (джьотирлингамы), — там где Шиве, индуистскому богу, поклоняются в форме Лингама, фаллического символа из света. Храм много раз разрушался и восстанавливался.

## Название
Именование этой святыни индусов в Гуджерате, как Сомнатх, происходит от Соманатха (санскр. Somanâtha = «Сома повелитель») — то же, что Сомешвара (санскр. Someçvara = Soma = Сома + içvara = владыка, повелитель) — одного из эпитетов индийского бога Шивы, переносимого и на его фаллическую эмблему (Лингам), которой поклоняются.

## История
Здесь стоял великолепный храм Шивы, поддерживаемый 56 пилястрами; внутри его, в святилище, куда не должен был проникать внешний свет и которое освещалось только лампадой, подвешенной на золотой цепи, стояла фаллическая эмблема Шивы, один из двенадцати великих лингам Махадевы, сделанный из полированного камня, вышиной в 5 локтей и уходивший в землю на два локтя. По преданию, он, как и прочие лингам, сошёл с небес.

### Осада мусульман (1024)
Махмуд Газневи в 1024 г. осадил город. Раджпуты отчаянно оборонялись два дня, но на третий мусульмане одолели, и Махмуд вступил в таинственное святилище. По преданию, фанатик Махмуд сам разбил священную эмблему, осколки которой были предназначены служить трофеями в Газни. Жрецы храма предложили Махмуду громадный выкуп, если он воздержится от дальнейшего разрушения святыни. Но Махмуд объявил им, что желает прославиться в потомстве не как торговец идолами, а как их разрушитель.
Под сводами святилища были найдены колоссальные сокровища. Знаменитые ворота храма (из санталового дерева, 11 фт. длины и 9 шир.) были отвезены в Газни в мечеть и оттуда были возвращены опять в Индию после победоносного похода англичан в Афганистан в 1842 году. Наместник Индии, лорд Элленборо, издал по этому поводу напыщенную прокламацию, в которой указывал на любовь и заботливость Англии по отношению своих индийских подданных. Прокламация эта, однако, не имела успеха, и дар Элленборо не был принят новым храмом, выстроенным в XIX столетия вдовой мараттского раджи Агела Бхаи на месте прежнего храма.
Новый символ Махадевы был поставлен в этом храме, посещаемом желающими получить потомство. Тут же ещё в начале XIX вака показывали тополь, растущий в месте, на котором Кришна получил смертельную рану от стрелы, положившей конец его воплощению в этой форме.